# Radenci
Radenci – wieś w Słowenii, siedziba gminy Radenci. W 2018 roku liczyła 2175 mieszkańców.